# Tâche d'Evans
Pour les articles homonymes, voir Tâche.
La tâche d'Evans, (1972) est une tâche de réfutation (ou falsification) de règle conditionnelle. Evans fait là la première démonstration sur le biais d'appariement perceptif.

## Description
Une règle conditionnelle est une proposition logique de la forme « si-alors » (cf. le raisonnement hypothético-déductif de Piaget). Soit : SI ... (condition ou antécédent) ALORS ... (conséquent). Par exemple : « S'il n'y a pas de carré rouge à gauche alors il y a un cercle jaune à droite ».
Evans introduit alors dans cette règle conditionnelle une négation dans l'antécédent (soit dans la première partie de la règle). Pour falsifier la règle conditionnelle et donner la bonne réponse à cette tâche d'Evans, il faut contredire le conséquent : trouver un cas où il n'y a pas de carré rouge à gauche, mais pas non plus de cercle jaune à droite.

## Processus cognitifs
Cette négation est perturbante pour le sujet : deux processus cognitifs sont disponibles pour le traitement de la réfutation de la règle conditionnelle. Ces processus seraient les suivants :
- Un premier processus économique ou automatique : avec l'utilisation des éléments cités dans la règle (carré rouge, cercle jaune). Ce processus est utilisé dans la plupart des cas pour la résolution de ce type de tâche, c'est un processus qui fonctionne généralement. Mais ici, nous avons l'activation pré-attentionnelle d'un schème dangereux, celle qui conduit au biais d'appariement perceptif (piège visuo-spatial).
- Un second processus coûteux avec une double compétence demandée au sujet :

1. La capacité de manipulation du modus tollens,
2. La capacité de manipulation de la table de vérité.